# Koleba pod Borsukiem
Koleba pod Borsukiem – schronisko w skale Borsuk w rezerwacie przyrody Skamieniałe Miasto w Ciężkowicach, w województwie małopolskim, w powiecie tarnowskim. Pod względem geograficznym znajduje się na Pogórzu Ciężkowickim będącym częścią Pogórza Środkowobeskidzkiego.
Znajduje się u południowo-wschodniego podnóża skały Borsuk. Jest to pusta przestrzeń pod okapem tej skały. Otwór znajduje się na poziomie ziemi. Ma szerokość 3,5 m i wysokość 0,6 m. Za otworem ciągnie się coraz niższa pustka o długości 3,5 m. Na jej końcu w głąb skały biegnie ciasny korytarzyk dwumetrowej długości, zakończony niedostępną szczeliną wyprowadzającą na zewnątrz skały.
Jaskinia wytworzyła się w piaskowcu ciężkowickim i jest pochodzenia grawitacyjnego. Powstała w wyniku osiadania ławic piaskowca, a pusta przestrzeń powiększała się wskutek erozji.  Schronisko jest w całości widne. Roślin i zwierząt nie zaobserwowano.
Schronisko znane było od dawna. Świadczą o tym znajdujące się w nim śmieci i ślady biwakowania. Po raz pierwszy Zostało zmierzone i opisane w listopadzie 1999 r. przez T. Mleczka (Speleoklub Dębicki). On też wykonał jego plan.

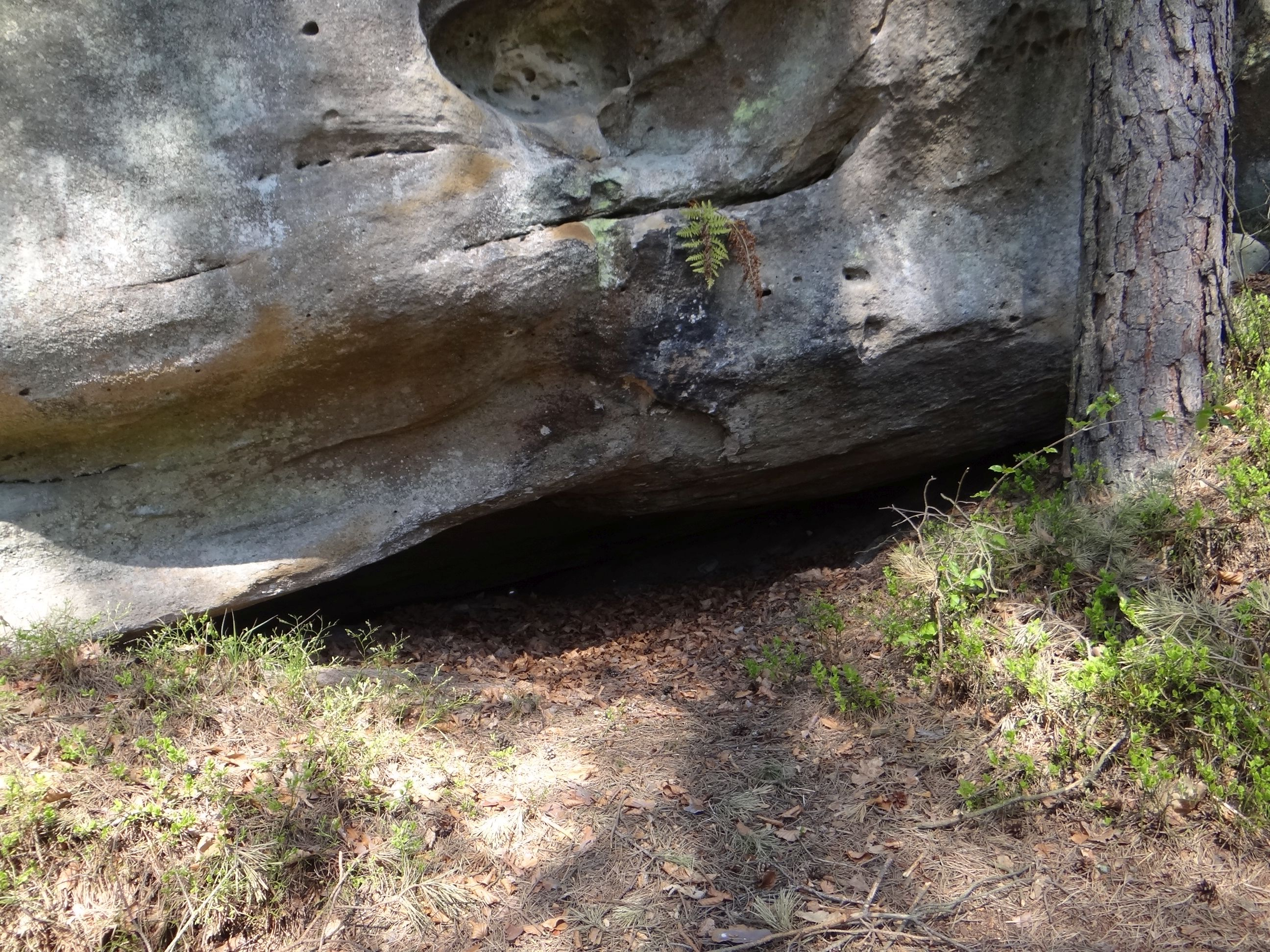
Otwór